# Kompetence (lingvistika)
Kompetence znamená v lingvistice schopnost užívat určitý jazyk, a to na rozdíl od performance jako aktuálního používání jazyka v promluvách.

## Kompetence a performance
Rozlišení kompetence čili jazykové způsobilosti a performance jako promluvy zavedl do lingvistiky americký vědec Noam Chomsky. Vyšel z podobného rozlišení jazyka (langue) a promluvy (parole) švýcarského lingvisty Ferdinanda de Saussure a aplikoval je na osobu mluvčího. Aby člověk mohl v určitém jazyce komunikovat, musí jej samozřejmě v nějaké míře ovládat. Jazyková kompetence je tedy nutný předpoklad performance čili promluvy. Jenže jak tato kompetence u člověka vzniká?
Chomsky, který se už dříve zabýval transformačními gramatikami, zkoumal zejména vztah kompetence a performance při učení se jazyku u malých dětí. Novorozené dítě žádnou jazykovou kompetenci nemá, přesto se jazyk velmi rychle naučí, a to tak, že poslouchá a snaží se hovořit. Jazyková kompetence tedy není vrozená a dítě se může naučit jakýkoli jazyk, kterým se kolem něho mluví. Postup tohoto učení, stejně jako základní gramatické struktury jsou však u různých jazyků velmi podobné. Chomsky proto postuloval vrozenou schopnost naučit se jazyku a příslušný mozkový orgán, který nazval Language Acquisition Device (LAD).
Tato hypotéza je dodnes předmětem vědeckých diskusí a polemik, jisté však je, že děti jazykovou kompetenci získávají jazykovou praxí čili promluvami, performancemi. Pravidelnosti jazyka, jak je vyjadřuje zejména gramatika, však nevznikají jen induktivně, extrapolací z jednotlivých promluv. Naopak v jistém stadiu učení děti často chybují právě tím, že neznají výjimky z pravidel a své promluvy sestavují až příliš pravidelně. Když chce malé dítě vyhnat vosu, může vzniknout tento rozhovor: „Mami, vyhni tu vosu!“ – „Neříká se vyhni, ale vyžeň.“ – „Já už jsem ji vyženil.“ Tento sklon k pravidelnosti je podle Chomského silným argumentem pro jeho hypotézu.